# Movimiento Villero Peronista
El Movimiento Villero Peronista (MVP), también conocido como Movimiento Nacional Villero Peronista (MNVP) fue una organización del Movimiento Peronista en Argentina, creada en 1973, que constituyó el frente de masas de la organización Montoneros en las llamadas villas miseria (asentamientos barriales precarios). Muchos de sus líderes y militantes resultaron asesinados o desaparecidos por el terrorismo de Estado, por la Triple A entre 1974 y marzo de 1976, y por la dictadura cívico-militar que se instaló en el poder entre marzo de 1976 y 1983. En el MVP confluyeron habitantes de las villas miseria, jóvenes peronistas y curas villeros.

## Historia
El Movimiento Villero Peronista comenzó a organizarse informalmente en 1972. Por entonces gobernaba la Argentina desde 1966, una dictadura cívico-militar autodenominada Revolución Argentina. Abolidos los partidos políticos, la oposición se expresó por medios insurrecionales, mediante gran cantidad de puebladas (Cordobazo, Rosariazo, Tucumanazo, etc.) y el surgimiento de varias organizaciones guerrilleras. Entre estas últimas, en 1970 había surgido Montoneros, una organización guerrillera peronista y católica, que dio un golpe impactante al secuestrar y "ejecutar" al exdictador Pedro Eugenio Aramburu. Aramburu había participado del golpe que derrocó al gobierno constitucional presidido por Juan D. Perón, ordenó el secuestro y desaparición del cadáver de Eva Perón, dispuso la prohibición del peronismo y la desperonización obligatoria de la población, y ordenó el fusilamiento de 33 militantes peronistas que se habían sublevado contra la dictadura bajo el comando del general Juan José Valle. El secuestro y ejecución de Aramburu, causó el reemplazo del dictador Onganía y el debilitamiento de la dictadura que se vio obligada a abrir un diálogo con los partidos políticos, incluyendo por primera vez en 16 años al peronismo, para negociar una salida electoral.
Simultáneamente, se produjeron importantes cambios en la Iglesia Católica latinoamericana, luego del Concilio Vaticano II, que siguiendo las orientaciones de la Segunda Conferencia General del Episcopado Latinoamericano realizada en Medellín en 1968, dando origen a la teología de la liberación, que estableció para el deber para las personas católicas, de optar por los pobres y actuar solidariamente en los barrios más humildes. De allí surgió el movimiento de curas villeros.
El Movimiento Villerto Peronista, fue uno de los "frentes de masas" abiertos por Montoneros, en este caso para convocar y organizar la militancia en las villas miseria. Los demás frentes de masas fueron la Juventud Peronista Regionales, Juventud Universitaria Peronista (JUP), la Unión de Estudiantes Secundarios (UES), la Juventud Trabajadora Peronista (JTP), la Agrupación Evita y el Movimiento de Inquilinos Peronistas. Todo el conjunto adoptó la denominación de Tendencia Revolucionaria.
Los investigadores Satta y Salcedo han puesto el foco en el estudio de la heterogeneidad que tenía Montoneros, debido a su organización diferenciada por frentes. En este sentido Satta dice que "el MVP constituía una de las organizaciones peronistas del denominado frente de masas montonero pero con una trayectoria propia cuya organicidad se complejiza en el marco de ser una organización territorial". Por otra parte el MVP incorporó gran cantidad de militantes de los sectores populares, que se apartan de la idea genérica de que Montoneros estaba integrado por sectores de clase media, ubicándose en los sectores más desposeídos.
En el marco de la campaña electoral con vistas a las elecciones del 11 de marzo de 1973 y la consigna «Luche y Vuelve» para exigir que la dictadura permitiera el regreso de Perón al país, la Juventud Peronista, creado el año anterior, logró una gran adhesión popular. Ello permitió abrir locales partidarios en los barrios e incrementar y organizar la militancia en los barrios y villas miseria. A mediados de 1972 hubo elecciones en las comisiones vecinales de la Ciudad de Buenos Aires, ganando el peronismo por amplia diferencia. En febrero de 1973 se creó el Frente Villero de Liberación Nacional (FVLN), que llegó a ser reconocido por la dictadura reinante. Poco a poco el FVLN se fue identificando con la línea política de Montoneros, pasando a llamarse primero Frente Villero Peronista de Liberación y luego Movimiento Villero Peronista. Para entonces, de las 33 villas miseria que había en la Ciudad de Buenos Aires, 28 villas adherían a la JP-Montoneros, mientras que las restantes cinco villas respondían al Partido Comunista, que hasta 1972 había tenido una presencia mayoritaria en el movimiento villero. La fecha de constitución formal del MVP es el 5 de mayo de 1973.
El MVP se organizó en regionales que actuaban en distintas áreas del país:
- Capital: Retiro, Bajo Flores, Barracas, Zavaleta, Villa Devoto, Colegiales
- Gran Buenos Aires: Lanús, Tres de Febrero, Merlo, Moreno, Morón,

Avellaneda, Quilmes, La Matanza, San Martín
- Provincia de Buenos Aires: La Plata, Berisso, Ensenada, Vicente López,
- Santa Fe: Rosario, Santa Fe
- Otras provincias con menor organización villera: Salta, Córdoba, Entre Ríos, Jujuy.[4]

Hacia mediados de 1973 el Movimiento Villero Peronista y la Unión de Estudiantes Secundarios (UES) eran las mayores organizaciones de masas del país. Hacia agosto de 1973, el MVP tenía presencia en 450 villas miseria en todo el país.
El MVP organizó dos Congresos Nacionales Villeros, el primero en la ciudad de Rosario, el 20 y 21 de octubre de 1973 y el segundo en la ciudad de Córdoba, en enero de 1974.
El primer congreso eligió como representantes a Vidal Giménez de la Capital Federal, José Ledesma, por Entre Ríos, y Francisco Zamora por Santa Fe. Estableció como los puntos principales de su agenda reivindicativa, la organización de cooperativas para la construcción de viviendas, la radicación de las villas en tierras fiscales o sujetas a expropiación, el apoyo al gobierno peronista y la adhesión a Montoneros. En el primer congreso también tuvieron una importante participación curas villeros como el padre Carlos Mugica y el padre Jorge Goñi.
Inmediatamente después del Segundo Congreso del MVP, Perón intervino para ubicar al MVP bajo la dirección del ministro de Bienestar Social, José López Rega, un miembro de la logia anticomunista italiana Propaganda Due, ligada a la CIA, quien ya para entonces había creado una organización parapolicial, la Triple A, para asesinar militantes de la izquierda peronista y no peronista, a los que denominaban "zurdos". El padre Mugica fue designado en el Ministerio de Bienestar Social como encargado de representar al movimiento villero, pero debió renunciar tres meses después, para ser asesinado por la Triple A unos días después.
Preocupados por la inacción del Ministerio de Bienestar Social, una asamblea del MVP en la Villa 31 (llamada en ese momento Eva Perón) decidió movilizarse a Plaza de Mayo el 25 de marzo de 1974, siendo apoyados por todas las villas de la Coordinadora Federal del MVP. Cuando la movilización villera se dirigía hacia la plaza, la Policía Federal reprimió la marcha y asesinó a uno de los manifestantes, Alberto Chejolán, mediante un balazo de Itaka en el pecho. En ese momento la Policía Federal tenía como jefe al comisario Alberto Villar, quien también era jefe operativo de la Triple A.
A medida que Montoneros agudizaba su enfrentamiento con Perón, muchos miembros del MVP se separaron de la Tendencia Revolucionaria para adherir a la JP Lealtad.

Nosotros teníamos con los curas una buena relación pero cuando Carlos [Mugica] le dice a Montoneros que no quiere la lucha armada, los curas tercermundistas se separan de la lucha armada, y en esa pequeña diferencia muchos aprovecharon para decirle “no, que era una pelea con
Montoneros” pero la orga le decía por más que vos digas que no, mañana te van a matar igual y así paso, estábamos junados, Carlos estaba junado, lo mataron igual, a Bustos, al padre de Soldati, a cuántos curas los mataron igual.
Carmelo Sardina

El asesinato del padre Mugica fue un punto de inflexión para el MVP, debido a que su figura se asociaba fuertemente a la “opción por los pobres”. Un militante del MVP cuenta que:

...antes del 1ro de mayo hubo una discusión, una discusión política en las villas. La organización bajó un documento. Quienes estaban de acuerdo en continuar con la lucha armada o no estaban de acuerdo, cada uno tenía que ir con su planteo. La mayoría dijeron NO la lucha armada...

Muchos de sus líderes y militantes resultaron asesinados o desaparecidos por el terrorismo de Estado, por la Triple A entre 1974 y marzo de 1976, y por la dictadura cívico-militar que se instaló en el poder entre marzo de 1976 y 1983.